# Juana y sus hermanas
Juana y sus hermanas  fue un programa de televisión argentino humorístico de sketches protagonizado por la actriz y cantante Juana Molina, emitido entre 1991 y 1993 por Canal 13.
La historia principal se trata de Juana, una joven que se vuelve loca tras ver muchísimos programas de televisión, al estilo de Don Quijote. Su familia hace esfuerzos por sacarla de su situación. Cada sketch es un producto de la imaginación de la muchacha.

## Elenco
- Juana Molina
- Martín Pavlovsky
- Horacio Roca
- Osvaldo González
- Felipe Méndez
- Inés Molina
- Nelly Lainez
- Julian Weich

## Personajes
- Judith, la judía intelectual: es una activista, cantante y guitarrista pecosa que, con su compañera (interpretada por Inés Molina), hace activismo y crítica de ciertas causas, aunque se pierde en las formas al cuestionar los hechos.
- Stefi Grasa: es una tenista muy competitiva y agresiva. Está basada en la tenista Steffi Graf.
- Gladys, la cosmiatra: es una mujer rubia y muy bronceada de lento hablar, quien explica atropelladamente la ejecución de su trabajo (olvidándose algunos términos e inventándolos si es necesario), lo que la hace más exasperante.
- Marcela Balsam, actriz: es una exmodelo botoxeada, caprichosa y egocéntrica que conduce un programa de entrevistas. No sabe actuar, pero consigue trabajos por su popularidad. Aparenta ser culta, pero demuestra lo contrario, exponiéndose al ridículo y disimulándolo como puede.
- Roxana: es una joven músico entusiasta.
- La profe de gimnasio: dirige un programa de televisión de gimnasia en casa. Habla entrecortadamente (porque toma aire repetidas veces) y suele tener la ayuda de un asistente mañoso. Es un sketch, en su mayoría, de comedia física.
- Las cachivacheras: trata de María José, una periodista aristocrática y refinada. María José suele entrevistar a su amiga en su actividad de turno, lo que expone su elitismo, racismo y falta de profundidad. Las descripciones rimbombantes y sobrevaloradas dejan lucir la crítica a los programas 'chic' de clase alta, alejados de la realidad.
- La nena: es la única hija de un matrimonio típico y hogareño, y hace muchas travesuras que resultan en daños físicos, disusiones y alteraciones nerviosas de los demás.
- Ruth, la psicóloga: es una mujer poco femenina, de aire intelectual y con bigote, que aborda a los hombres con un rebuscado discurso psicoanalítico, ocasionándoles incomodidad y problemas. Como parte de sus maniobras seductoras, se declara directamente, lo que ahuyenta más a sus receptores.
- Lulú: es una joven franco-argentina muy atractiva, aniñada y coqueta, siempre rodeada de pretendientes (principalmente, un compañero de su infancia, interpretado por Julian Weich). Al parecer, sufre de Trastorno dismórfico corporal y nunca da un paso definitivo en sus romances por su enorme inseguridad, o simplemente es su estrategia para retenerlos. Su mejor amigo es un títere de cerdo rosado en su mano izquierda, a quien llama 'Petit president', y lo trata como si fuera un ser independiente. Incluso, conversa con él y le pide su opinión.
- Flor de Li: es una inmigrante japonesa dueña de una bodega. Aparentemente servicial, realiza otras actividades para ganar dinero, como ser profesora de Historia argentina, generando situaciones que confunden a sus clientes.
- Gabriela: es la presentadora excéntrica pelirroja con peinado alto, uñas larguísimas y de habla extravagante, de un noticiero en horario estelar. Se lleva mal con su compañero, el otro presentador, Juan Carlos.
- Alana Paulasa, crítica de cine
- Sammdra y el nabo de Diegommm
- Cuya: es una cantante folklórica andina.

## Premios y nominaciones

### Premios Martín Fierro
| Año  | Categoría               | Nominado     | Resultado |
| ---- | ----------------------- | ------------ | --------- |
| 1991 | Mejor Labor Cómica      | Juana Molina | Ganadora  |
| 1992 | Mejor actriz de comedia | Juana Molina | Nominada  |